# Emmanouil Karalis
Emmanouil Karalis (grekiska: Εμμανουήλ Καραλής), född 20 oktober 1999 i Aten, är en grekisk friidrottare som tävlar i stavhopp.

## Karriär
Vid OS 2020 placerade sig Emmanouil Karalis på en delad fjärdeplats i stavhopp. Vid inomhus-VM tog han brons och vid OS 2024 tog han återigen brons. Vid Diamond League-tävlingarna i Chorzów i Polen den 24 augusti 2024 hoppade Karalis för första gången 6 meter, och blev därmed även förste grek att lyckas med den bedriften.